# Filip Pärson
Edvard Filip Pärson, född 22 januari 1873 i Göteborgs domkyrkoförsamling, Göteborgs och Bohus län, död 4 maj 1943 i Falkenbergs församling, Hallands län, var en svensk riksspelman.

## Biografi
Filip Pärson föddes 1873 på Redbergslid i Göteborg. Han började arbeta som skrivare och kontorist på rådhusrätter och advokatkontor. Under tiden arbetade han även som illustratör och skribent. År 1906 började Pärson arbeta på Falkenbergs-Posten. Åren 1909–1927 var han huvudredaktör på Falkenbergs-Posten.
Pärson var även folkmusiker och var initiativtagare till Hallands Spelmansförbund.

## Utmärkelser
- 1937 – Zornmärket i guld.